# Kritias (Platon)

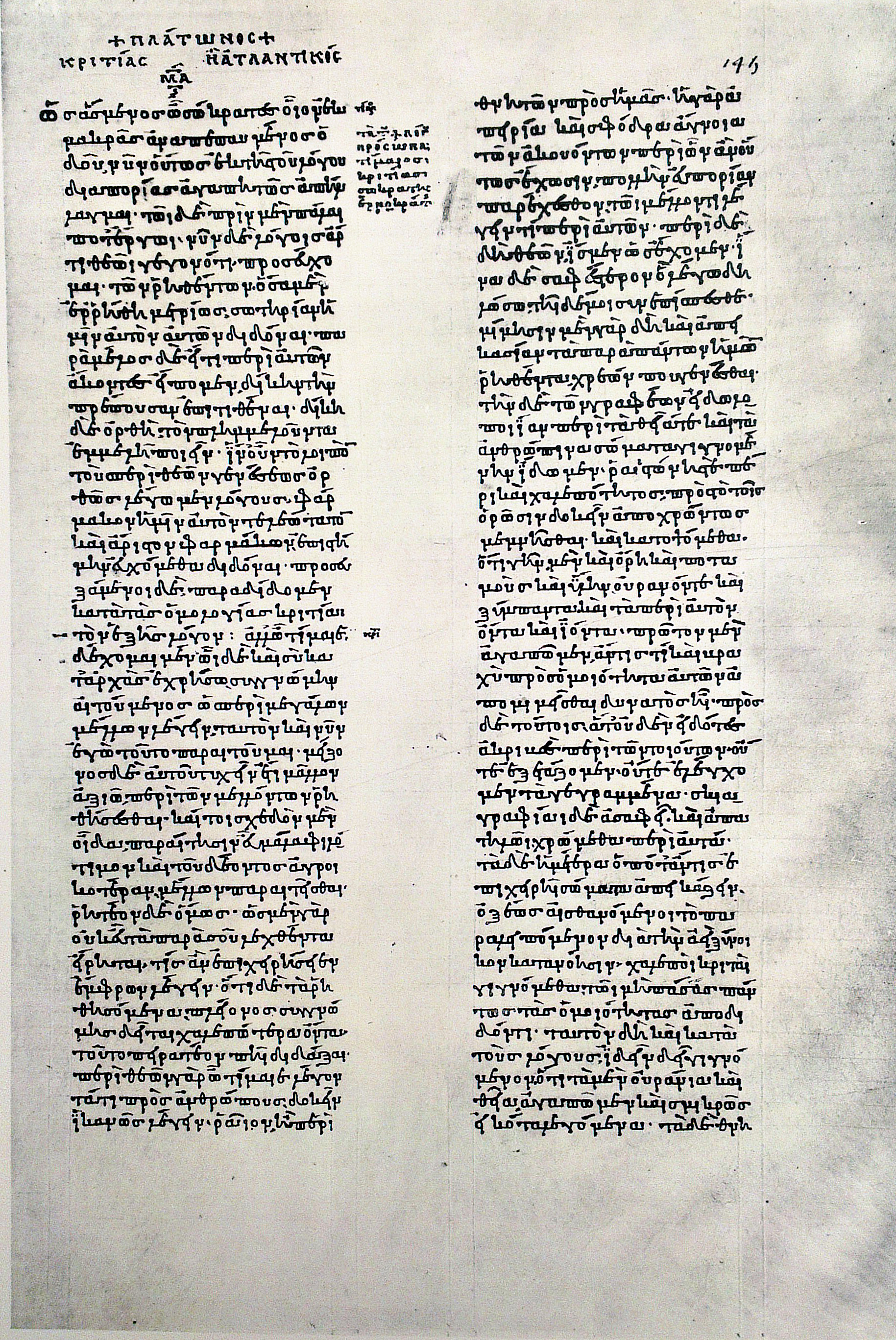
Der Anfang des Kritias in der ältesten erhaltenen Handschrift: Paris, Bibliothèque Nationale, Gr. 1807 (9. Jahrhundert)

Der Kritias (altgriechisch Κριτίας Kritías, latinisiert Critias) ist ein in Dialogform verfasstes, Fragment gebliebenes Spätwerk des griechischen Philosophen Platon. Den Inhalt bildet ein fiktives, literarisch gestaltetes Gespräch, an dem neben Platons Lehrer Sokrates und dem vornehmen Athener Kritias, nach dem der Dialog benannt ist, zwei Gäste aus dem griechisch besiedelten Süditalien teilnehmen: der Philosoph Timaios von Lokroi und der Politiker Hermokrates von Syrakus. Die Identität des Kritias ist in der Forschung umstritten; es handelt sich entweder um den bekannten Politiker „Kritias IV“, einen Vetter von Platons Mutter, oder um dessen Großvater „Kritias III“.
Kritias ist der Hauptsprecher, er hält einen langen Vortrag; die drei anderen Gesprächsteilnehmer kommen nur am Anfang kurz zu Wort. Die Handlung schließt unmittelbar an die des Dialogs Timaios an; im Kritias wird der weitere Verlauf der Zusammenkunft geschildert, deren erster Teil im Timaios dargestellt ist. Vermutlich bildeten die beiden Dialoge ursprünglich ein einheitliches Werk, das erst später in zwei Teile zerlegt wurde. Wegen dieser Zusammengehörigkeit ist in der Forschungsliteratur oft vom „Timaios-Kritias“ die Rede.
In dem Vortrag will Kritias Heldentaten schildern, die sich nach seinen Worten vor neun Jahrtausenden abgespielt haben, als Athen gegen das bereits im Timaios knapp beschriebene mythische Inselreich Atlantis einen Abwehrkrieg führte. Zunächst werden die beiden Staaten und die in ihnen herrschenden Lebensverhältnisse charakterisiert. Bevor die Schilderung der Kampfhandlungen beginnt, bricht der Text unvermittelt ab. Der Hauptteil der Erzählung, der sich daran hätte anschließen sollen, fehlt. Warum Platon das Werk nicht vollendet hat, ist unklar. Unter seinen zahlreichen Dialogen ist der Kritias der einzige, der keine Erörterung philosophischer Fragen bietet, sondern nur einen fiktionalen historischen Bericht.
Die schon im Timaios skizzierte Atlantis-Geschichte, die laut Ankündigung im Kritias ausführlich dargestellt werden sollte, ist nach heutigem Forschungsstand eine freie Erfindung Platons; für eine frühere Existenz des Stoffs gibt es keine Anhaltspunkte. Die Absicht des Autors ist, Grundgedanken seiner politischen Philosophie modellhaft zu veranschaulichen und Fehlentwicklungen in Politik und Gesellschaft mit erzählerischen Mitteln unter ethischem Gesichtspunkt zu beleuchten.  

## Die Dialogsituation
Der Kritias ist Teil einer ursprünglich von Platon geplanten Trilogie. Diese sollte aus drei zeitlich unmittelbar aufeinanderfolgenden Dialogen mit denselben vier Teilnehmern bei ein und derselben Zusammenkunft der Gruppe bestehen. Es ist zu vermuten, dass Platon ursprünglich einen einheitlichen, aus drei Teilen bestehenden Dialog im Sinn hatte. Jedenfalls sollte jeweils einer der Gesprächsteilnehmer als Hauptsprecher auftreten und den anderen einen Vortrag halten. Dabei ging es nicht nur um Wissensvermittlung, sondern die Konstellation mit den geplanten drei Auftritten hatte auch einen Wettkampfcharakter im Sinne des in der griechischen Mentalität verwurzelten „agonalen Prinzips“. Nur für Sokrates, der nicht mit den anderen in Konkurrenz treten sollte, war kein Vortrag vorgesehen. Wie man zu Beginn des Timaios erfährt, hat er seinen Beitrag schon am Vortag der Zusammenkunft geleistet, als er Gastgeber war; nun ist er Gast der anderen und hört zu.
Die Trilogie sollte mit dem Timaios beginnen, mit dem Kritias fortgesetzt werden und mit dem Hermokrates enden. Der Kritias blieb aber unvollendet und den Hermokrates hat Platon wahrscheinlich nie begonnen, wohl weil er das Trilogieprojekt aufgab.

### Die Gesprächsteilnehmer
Kritias, Sokrates und Hermokrates sind sicher historische Personen. Ob Timaios tatsächlich gelebt hat oder eine von Platon erfundene Gestalt ist, ist unklar. Im Timaios erwähnt Hermokrates, dass er und Timaios während ihres Aufenthalts in Athen als Gäste des Kritias in dessen Haus wohnen.
Im Gegensatz zu vielen platonischen Dialogen, in denen konträre Auffassungen aufeinanderstoßen und Widerlegung angestrebt wird, wobei manchmal auch Schärfe und Ironie ins Spiel kommen, ist im Kritias wie schon im Timaios die Atmosphäre freundschaftlich, kooperativ und von gegenseitigem Respekt geprägt.

#### Das Problem der Identität des Kritias
In der Antike und noch bis ins frühe 20. Jahrhundert hat kein Zweifel daran bestanden, dass es sich bei Kritias um den Politiker „Kritias IV“ (* frühestens um 460 v. Chr.; † 403 v. Chr.) handelt, einen Vetter von Platons Mutter Periktione. Dieser Kritias, der auch als Dichter hervorgetreten ist, stammte aus einer vornehmen und wohlhabenden Familie Athens. Er gehörte zu den profiliertesten Vertretern der oligarchischen Richtung. Nach der katastrophalen Niederlage seiner Heimatstadt gegen Sparta im Peloponnesischen Krieg übernahm er eine Führungsrolle, als eine oligarchische Gruppe im Jahr 404 v. Chr. die demokratische Staatsordnung beseitigte. Die Oligarchen ergriffen die Macht und richteten einen „Rat der Dreißig“ als höchstes Gremium ein. In dem dreißigköpfigen Rat, der aus den Anführern der oligarchischen Bewegung bestand, spielte Kritias eine wichtige Rolle. Die mit Terror verbundene Herrschaft der Dreißig dauerte allerdings nicht lange. Schon im folgenden Jahr 403 erlitten die Truppen der Oligarchen im Kampf gegen eine Streitmacht von exilierten Demokraten eine entscheidende Niederlage, wobei Kritias im Kampf fiel.
„Kritias IV“ war ein Sohn des Kallaischros, dessen Vater „Kritias III“ (* wohl um 520 v. Chr.) einen Großvater hatte, der ebenfalls Kritias hieß („Kritias II“, * wohl um 600 v. Chr.). Der Vater von „Kritias II“ war Dropides („Dropides II“), der Athener Archon von 593/592 v. Chr., ein Freund und Verwandter des legendären athenischen Gesetzgebers Solon.
|                          |                          |                          |                          | Dropides II Archon 593/592 v. Chr. |                          |  |  |                                |                             |                             |                             |                             |                             |         |         |                              |                              |                              |                              |                              |                              |  |  |  |  |  |  |  |  |  |  |  |  |  |  |  |  |  |  |
|                          |                          |                          |                          |                                    |                          |  |  |                                |                             |                             |                             |                             |                             |         |         |                              |                              |                              |                              |                              |                              |  |  |  |  |  |  |  |  |  |  |  |  |  |  |  |  |  |  |
|                          |                          |                          |                          | Kritias II * um 600 v. Chr.        |                          |  |  |                                |                             |                             |                             |                             |                             |         |         |                              |                              |                              |                              |                              |                              |  |  |  |  |  |  |  |  |  |  |  |  |  |  |  |  |  |  |
|                          |                          |                          |                          |                                    |                          |  |  |                                |                             |                             |                             |                             |                             |         |         |                              |                              |                              |                              |                              |                              |  |  |  |  |  |  |  |  |  |  |  |  |  |  |  |  |  |  |
|                          |                          |                          |                          | Leaides                            |                          |  |  |                                |                             |                             |                             |                             |                             |         |         |                              |                              |                              |                              |                              |                              |  |  |  |  |  |  |  |  |  |  |  |  |  |  |  |  |  |  |
|                          |                          |                          |                          |                                    |                          |  |  |                                |                             |                             |                             |                             |                             |         |         |                              |                              |                              |                              |                              |                              |  |  |  |  |  |  |  |  |  |  |  |  |  |  |  |  |  |  |
|                          |                          |                          |                          | Kritias III * um 520 v. Chr.       |                          |  |  |                                |                             |                             |                             |                             |                             |         |         |                              |                              |                              |                              |                              |                              |  |  |  |  |  |  |  |  |  |  |  |  |  |  |  |  |  |  |
|                          |                          |                          |                          |                                    |                          |  |  |                                |                             |                             |                             |                             |                             |         |         |                              |                              |                              |                              |                              |                              |  |  |  |  |  |  |  |  |  |  |  |  |  |  |  |  |  |  |
|                          |                          |                          |                          |                                    |                          |  |  |                                |                             |                             |                             |                             |                             |         |         |                              |                              |                              |                              |                              |                              |  |  |  |  |  |  |  |  |  |  |  |  |  |  |  |  |  |  |
| Kallaischros             | Kallaischros             | Kallaischros             | Kallaischros             | Kallaischros                       | Kallaischros             |  |  |                                |                             |                             |                             | Glaukon                     | Glaukon                     | Glaukon | Glaukon | Glaukon                      | Glaukon                      |                              |                              |                              |                              |  |  |  |  |  |  |  |  |  |  |  |  |  |  |  |  |  |  |
| Kallaischros             | Kallaischros             | Kallaischros             | Kallaischros             | Kallaischros                       | Kallaischros             |  |  |                                |                             |                             |                             | Glaukon                     | Glaukon                     | Glaukon | Glaukon | Glaukon                      | Glaukon                      |                              |                              |                              |                              |  |  |  |  |  |  |  |  |  |  |  |  |  |  |  |  |  |  |
|                          |                          |                          |                          |                                    |                          |  |  |                                |                             |                             |                             |                             |                             |         |         |                              |                              |                              |                              |                              |                              |  |  |  |  |  |  |  |  |  |  |  |  |  |  |  |  |  |  |
| Kritias IV † 403 v. Chr. | Kritias IV † 403 v. Chr. | Kritias IV † 403 v. Chr. | Kritias IV † 403 v. Chr. | Kritias IV † 403 v. Chr.           | Kritias IV † 403 v. Chr. |  |  | Periktione * um 450 v. Chr.    | Periktione * um 450 v. Chr. | Periktione * um 450 v. Chr. | Periktione * um 450 v. Chr. | Periktione * um 450 v. Chr. | Periktione * um 450 v. Chr. |         |         | Charmides um 445–403 v. Chr. | Charmides um 445–403 v. Chr. | Charmides um 445–403 v. Chr. | Charmides um 445–403 v. Chr. | Charmides um 445–403 v. Chr. | Charmides um 445–403 v. Chr. |  |  |  |  |  |  |  |  |  |  |  |  |  |  |  |  |  |  |
| Kritias IV † 403 v. Chr. | Kritias IV † 403 v. Chr. | Kritias IV † 403 v. Chr. | Kritias IV † 403 v. Chr. | Kritias IV † 403 v. Chr.           | Kritias IV † 403 v. Chr. |  |  | Periktione * um 450 v. Chr.    | Periktione * um 450 v. Chr. | Periktione * um 450 v. Chr. | Periktione * um 450 v. Chr. | Periktione * um 450 v. Chr. | Periktione * um 450 v. Chr. |         |         | Charmides um 445–403 v. Chr. | Charmides um 445–403 v. Chr. | Charmides um 445–403 v. Chr. | Charmides um 445–403 v. Chr. | Charmides um 445–403 v. Chr. | Charmides um 445–403 v. Chr. |  |  |  |  |  |  |  |  |  |  |  |  |  |  |  |  |  |  |
|                          |                          |                          |                          |                                    |                          |  |  | Platon 428/427–348/347 v. Chr. |                             |                             |                             |                             |                             |         |         |                              |                              |                              |                              |                              |                              |  |  |  |  |  |  |  |  |  |  |  |  |  |  |  |  |  |  |

Platons literarische Gestalt Kritias gibt im Timaios an, er habe, als er etwa zehn Jahre alt war, von seinem gleichnamigen, damals fast neunzigjährigen Großvater die Geschichte vom Krieg zwischen Athen und Atlantis vernommen. Da sein Urgroßvater Dropides mit Solon eng befreundet gewesen sei, habe sein Großvater Kritias Gelegenheit gehabt, die Erzählung von dem berühmten Gesetzgeber zu erfahren.
Wenn man vom Wortlaut des Timaios und vom historisch korrekten Stammbaum der Familie ausgeht, ist somit der Dialogteilnehmer Kritias als Urenkel des Dropides nicht mit „Kritias IV“ gleichzusetzen, sondern mit „Kritias III“. Schon im Jahr 1914 hat sich der namhafte Platon-Herausgeber John Burnet für diese Lösung ausgesprochen. Damit hat Burnet die noch heute andauernde Debatte über die Identität von Platons literarischem Kritias eröffnet. Über „Kritias III“ ist sehr wenig bekannt; immerhin ist seine Existenz archäologisch gesichert. Ungeachtet des Wortlauts im Timaios und der tatsächlichen Abstammungsverhältnisse sind weiterhin manche Forscher der Meinung, der Sprecher im Kritias müsse der Oligarch „Kritias IV“ sein. Sie unterstellen Platon einen Irrtum oder bewusste Missachtung der genealogischen Tatsachen.
Die Forscher, die für die Identifizierung mit „Kritias III“ eintreten, machen geltend:
- Nach seiner Niederlage und seinem Tod war „Kritias IV“ in seiner wieder demokratisch gewordenen Heimatstadt völlig diskreditiert, da man ihm als dem führenden Kopf der Oligarchengruppe die willkürlichen Hinrichtungen während der Herrschaft der Dreißig anlastete. Daher hätten es Platons Zeitgenossen als ungeheure Provokation betrachtet, wenn der Philosoph in seinen Dialogen die Aufgabe, die ruhmreiche Epoche Ur-Athens und die Heldentaten der damaligen Athener zu verherrlichen, dem profiliertesten und verhasstesten Repräsentanten der oligarchischen Schreckensherrschaft übertragen hätte. Hinzu kommt, dass Platons Sokrates im Timaios seine Wertschätzung für Kritias ausdrückt.[10]
- Der Abstand zwischen dem Tod Solons 560/559[11] und der Mitte des 5. Jahrhunderts, als der frühestens um 460[12] geborene „Kritias IV“ zehnjährig war, beträgt rund 110 Jahre. Daher kann der Großvater des Oligarchen, wenn er die Geschichte um 450 seinem Enkel erzählt hat und damals fast neunzigjährig war, keinesfalls vor Solons Tod schon am Leben gewesen sein.[13]
- Der literarische Kritias erwähnt im Timaios, dass zu der Zeit, als er die Geschichte von seinem alten Großvater hörte, die Gedichte Solons noch neu waren und von vielen Knaben gesungen wurden.[14] Das kann für die Zeit um 450 nicht zutreffen.[15]
- Platons literarischer Kritias weist darauf hin, dass er über ein gutes Langzeitgedächtnis, aber ein schlechtes Kurzzeitgedächtnis verfügt. Dieser greisenhafte Gedächtniszustand passt nicht zu „Kritias IV“, der zur Zeit der Dialoghandlung noch relativ jung war.[16]
- Wenn Platon den Oligarchen meinte, ihn also zum Urenkel von „Dropides II“ machte, hat er in seinen genealogischen Angaben zwei Generationen übersprungen. Ein so krasser Irrtum ist nicht plausibel, denn es handelt sich um Platons eigene Vorfahren – „Kritias III“ war sein Urgroßvater – und es ist bekannt, dass er auf den Ruhm seines Geschlechts und die Kenntnis der eigenen Abstammung Wert legte, wie es damals in vornehmen Familien üblich war.[17]
- In anderen Dialogen, in denen Platon „Kritias IV“ auftreten lässt (Protagoras, Charmides), nennt er ihn ausdrücklich „Sohn des Kallaischros“, womit er Verwechslungen ausschließt. Dies spricht dafür, dass das Fehlen dieses identifizierenden Hinweises im Timaios und im Kritias nicht zufällig ist, sondern darauf deutet, dass es sich um eine andere Person handelt.[18]

Die Befürworter der Gegenthese, wonach der Sprecher im Dialog der Oligarch ist, entgegnen:
- „Kritias III“ ist – soweit ersichtlich – eine sehr blasse Figur, von deren Existenz man im 4. Jahrhundert, als der Dialog entstand, kaum noch etwas wusste. Daher mussten Platons Zeitgenossen, wenn sie im Kritias den Namen der Titelgestalt lasen, an den sehr bekannten Oligarchen denken, was auch die gesamte antike Nachwelt getan hat. Das deutet darauf, dass Platon ihn gemeint hat.[19]
- Es gibt Hinweise darauf, dass zu Platons Lebzeiten der zeitliche Abstand zu Solons Epoche für erheblich geringer gehalten wurde, als er war.[20]
- Platon hat auch seinen Onkel Charmides, der ebenso wie „Kritias IV“ ein namhafter Oligarch war und zusammen mit diesem im Kampf gegen die Demokraten ums Leben kam, zur Titelgestalt eines Dialogs, des Charmides, gemacht. Er hatte offenbar keine grundsätzlichen Bedenken dagegen, Vertreter der Oligarchie auftreten zu lassen und ihnen in der Dialoghandlung eine positive Rolle zu übertragen. Außerdem spielt sich die Dialoghandlung des Kritias mehr als zwei Jahrzehnte vor dem Beginn der oligarchischen Schreckensherrschaft ab und Charmides ist in dem nach ihm benannten Dialog noch ein Jugendlicher von etwa 14 bis 17 Jahren; dadurch wird die Anstößigkeit abgemildert. Hinzu kommt, dass Platon möglicherweise bewusst provozieren wollte. Jedenfalls war er ein Kritiker der athenischen Demokratie, und es kann sein, dass sein Urteil über die Politik des Oligarchen Kritias milder ausfiel als das der öffentlichen Meinung.[21]
- Platon nahm als Schriftsteller seine literarische Freiheit in Anspruch und legte auf chronologische Stimmigkeit wenig Wert, wie eine Reihe von Anachronismen in seinen Dialogen zeigt. Wichtig war ihm nur der Bezug zu Solon, auf dessen Autorität er sich berufen wollte. Daher ist ihm das Überspringen von zwei Generationen zuzutrauen, wenn er aus literarischen Gründen beabsichtigte, den Oligarchen Kritias auftreten zu lassen und die Überlieferungskette nicht zu lang werden zu lassen.[22]

#### Sokrates, Timaios und Hermokrates

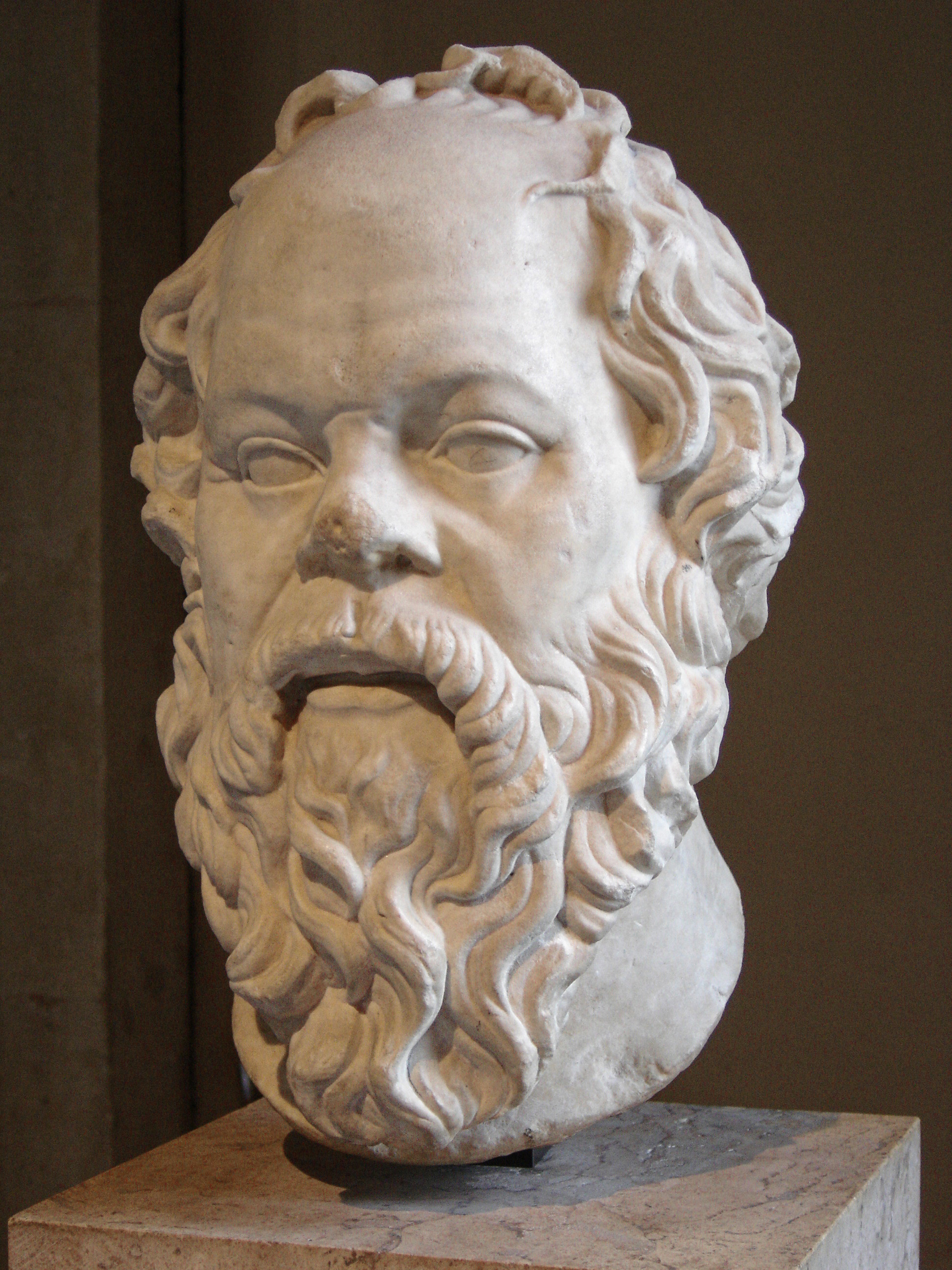
Sokrates (römische Büste, 1. Jahrhundert, Louvre, Paris)

Sokrates, der Lehrer Platons, spielt im Kritias – anders als in den meisten Dialogen Platons, in denen er auftritt – eine unwesentliche Nebenrolle, denn er hat das, was er in der Runde vortragen wollte, schon am Vortag mitgeteilt. Er ergreift nur einmal, vor dem Beginn von Kritias’ Vortrag, kurz das Wort und sichert Kritias und Hermokrates eine wohlwollende Beurteilung ihrer bevorstehenden Bemühungen um die anspruchsvolle Thematik zu. Damit nimmt er auf den Wettkampfcharakter der Vortragsreihe Bezug.
Timaios äußert sich im Kritias als erster, aber nur kurz, danach hört er nur noch zu. In dem nach ihm benannten Dialog erscheint er als vornehmer und reicher Bürger der griechischen Kolonie Lokroi Epizephyrioi in Kalabrien, der in seiner Heimatstadt hohe Ämter ausgeübt hat. Dass er Pythagoreer war, wird nicht ausdrücklich mitgeteilt, doch lässt es sich aus seinen Äußerungen im Timaios leicht erschließen. Seine Kompetenz in allen Bereichen der Philosophie, besonders auf dem Gebiet der Naturphilosophie, sowie in der Astronomie wird hervorgehoben.
Unklar ist, ob Timaios eine historische Person oder von Platon erfunden ist. Die Historizität wird in der Forschung bestritten, da alle überlieferten Informationen über Timaios aus Platons Angaben abgeleitet sein können. Während einige Altertumswissenschaftler mit der Möglichkeit rechnen, dass es sich um eine historische Person handelt, sprechen sich in der neueren Forschung die meisten dagegen aus. Für eine literarische Fiktion spricht, dass Timaios bei Platon als wichtiger Politiker und bedeutender Wissenschaftler erscheint und ein solcher, wenn er tatsächlich gelebt hätte, in den Quellen wohl eine Spur hinterlassen hätte.
Platons Hermokrates ist der syrakusanische Politiker und Truppenführer, der im Peloponnesischen Krieg als entschlossener und erfolgreicher Widersacher der Athener bekannt wurde. Ebenso wie Sokrates und Timaios hat er im Kritias nur einen kurzen Auftritt vor dem Vortrag der Titelfigur, doch wird bereits angekündigt, dass er später als letzter Referent der Zusammenkunft zu Wort kommen wird.

### Die Zeit der Dialoghandlung
Die Dialoghandlung des Timaios-Kritias knüpft an ein Gespräch vom Vortag an, in dem Sokrates sein Konzept vom bestmöglichen Staat dargelegt hat. Damit ist aber sicher nicht – wie man in der Antike und noch im 19. Jahrhundert glaubte – die Erörterung gemeint, die in Platons Dialog Politeia dargestellt ist.
Die Zusammenkunft von Sokrates, Timaios, Kritias und Hermokrates findet während eines Festes der Göttin Athene statt. Dabei kann es sich nur um die Großen oder Kleinen Panathenäen handeln, die im Sommermonat Hekatombaion gefeiert wurden. Das Jahr der Dialoghandlung lässt sich nicht einmal annähernd bestimmen. Die Datierungsansätze in der Forschungsliteratur gehen weit auseinander, sie schwanken zwischen den 440er Jahren und dem letzten Jahrzehnt des 5. Jahrhunderts und hängen von verschiedenen teils sehr spekulativen Annahmen ab. Da der Kritias des Dialogs bereits in fortgeschrittenem Alter steht, müssen Forscher, die ihn mit dem Oligarchen „Kritias IV“ identifizieren, für Spätdatierung eintreten; die Hypothese hingegen, dass es sich um „Kritias III“ handelt, erfordert eine frühe Datierung (spätestens frühe 420er Jahre). Dass Hermokrates nach dem Beginn der Sizilienexpedition im Jahr 415 Athen aufgesucht haben könnte, ist kaum vorstellbar; ein Zeitpunkt nach 415 dürfte somit ausgeschlossen sein. Wahrscheinlich hat Platon keine konkrete historische Situation im Sinn gehabt.

## Inhalt
Am Vorgespräch beteiligen sich alle vier, dann beginnt der Vortrag des Kritias, der von den anderen nicht unterbrochen wird. Bevor Kritias zum Hauptteil seiner Erzählung – der Schilderung des Krieges zwischen Ur-Athen und Atlantis – gelangt, bricht der Dialog ab.

### Das Vorgespräch
Timaios äußert seine Erleichterung darüber, dass er seinen Vortrag über die Entstehung des Kosmos zu Ende gebracht hat, und bittet die Gottheit um Erkenntnis, falls er geirrt hat. Nun ist vereinbarungsgemäß Kritias mit seinem Referat an der Reihe. Er bittet um nachsichtige Beurteilung, da er meint, mit seinem geschichtlichen Thema eher Angriffsflächen zu bieten als Timaios mit dem kosmologischen. Sokrates sichert ihm und auch Hermokrates, der als letzter vortragen soll, bereitwillig Wohlwollen zu. Er weist aber auch darauf hin, dass es nicht leicht sein wird, der Leistung des Timaios im Wettstreit etwas Gleichwertiges an die Seite zu stellen. Hermokrates stellt klar, dass man eine solche Herausforderung mutig anzunehmen hat.
Darauf ergreift Kritias das Wort. Zu Beginn seiner Ausführungen bittet er Mnemosyne, die Göttin der Erinnerung, um Beistand. Er nimmt auf das Bezug, was er schon im Vorgespräch des Timaios über sein Thema und die Herkunft seiner Kenntnisse mitgeteilt hat. Die Zuhörer wissen bereits, dass sich Kritias auf Angaben seines gleichnamigen Großvaters stützt, der ihm die Geschichte von Ur-Athen und Atlantis erzählt hat. Dabei berief sich der Großvater auf einen Bericht des berühmten Gesetzgebers Solon; dieser habe sein Wissen bei einem Aufenthalt in Ägypten von einem alten Priester in Sais empfangen. Der Priester habe seinen Besucher darüber aufgeklärt, dass die Ägypter im Gegensatz zu den Griechen über sehr weit zurückreichende historische Aufzeichnungen verfügten.

### Die Erzählung des Kritias
Zunächst erinnert Kritias daran, dass er bereits (im Timaios) einige Kernpunkte zusammenfassend dargestellt hat: Der Krieg, von dem die Rede sein wird, hat vor neun Jahrtausenden stattgefunden. Auf der einen Seite stand der Teil der Menschheit, der „jenseits der Säulen des Herakles“ – also westlich der Straße von Gibraltar – lebte; die Führung dieser Kriegspartei hatten die Könige der Insel Atlantis inne. Die gegnerische Seite bildeten Völker, die östlich der „Säulen“ lebten; bei ihnen war Ur-Athen, der Vorgängerstaat Athens, die führende Macht. Auf die vielen beteiligten Völker und griechischen Stämme will Kritias in seinem Referat einzeln eingehen. Vorab sollen die beiden maßgeblichen Mächte Ur-Athen und Atlantis vorgestellt werden, damit man einen Eindruck von ihrer staatlichen Ordnung und militärischen Schlagkraft gewinnt. Kritias beginnt mit Ur-Athen, wobei er zuerst die mythische Entstehung dieses Staates bespricht und dann auf Geographie und Gesellschaft eingeht; anschließend stellt er den athenischen Verhältnissen diejenigen von Atlantis kontrastierend gegenüber. Die Beschreibung von Atlantis fällt weit umfangreicher aus als die von Ur-Athen.

#### Ur-Athen
Einst teilten die Götter die gesamte Erde einvernehmlich untereinander auf. Darauf veranlasste jede Gottheit gemäß ihren jeweiligen besonderen Anliegen die Besiedlung ihres Gebiets und übernahm die Einrichtung und Lenkung des dortigen Staates. Die Landschaft Attika, deren Hauptstadt Ur-Athen wurde, fiel an die göttlichen Halbgeschwister Athene und Hephaistos, die in ihrer Veranlagung übereinstimmten: Beide schätzten besonders das Wissen oder die Weisheit sowie die Künste und handwerklichen Fertigkeiten. Sie sorgten dafür, dass das Land tüchtige Menschen hervorbrachte, die sich durch Tapferkeit und Klugheit auszeichneten. In Attika waren die natürlichen Gegebenheiten für die Kultivierung dieser Tugenden besonders förderlich. Da jedoch Ur-Athen später von einer Naturkatastrophe vernichtet wurde, brach die historische Kontinuität ab; mit der Zivilisation gingen auch die historischen Aufzeichnungen zugrunde, die überlebenden Menschen fristeten in den Bergen als kulturlose Analphabeten ein kümmerliches Dasein. Von der versunkenen Zivilisation blieb bei den Nachkommen nur die Erinnerung an die Namen und einige Taten übrig. Als Beispiele nennt Kritias die Namen mythischer Könige Attikas – Kekrops, Erechtheus und Erichthonios – und des Königssohns Erysichthon, die in Wirklichkeit Persönlichkeiten Ur-Athens und Helden im Krieg gegen Atlantis gewesen seien.
Die Gesellschaft war nach Ständen organisiert. Die Führung hatten von Anfang an „göttliche Männer“ – weise Staatslenker – inne; sie sorgten für eine räumliche Trennung des Bauern- und Handwerkerstandes und des Kriegerstandes. Der Kriegerstand bildete die Oberschicht. Die athenischen Krieger fungierten nicht nur als „Wächter“ ihrer in der Produktion beschäftigten Mitbürger, sondern auch alle übrigen Griechen unterstellten sich freiwillig ihrem Schutz und ihrer Lenkung; ganz Griechenland wurde von ihnen verwaltet. Die Verteidigung des Staates oblag Frauen und Männern gemeinsam, die Frauen des Kriegerstandes kämpften im Krieg mit. Die Krieger besaßen kein Privateigentum, aller Besitz war ihnen gemeinsam. Für ihre materielle Versorgung waren die Bauern und Gewerbetreibenden zuständig, doch wurden diese nicht ausgebeutet; sie mussten den Kriegern nur das Lebensnotwendige zur Verfügung stellen. Die Lebensverhältnisse der Oberschicht waren bescheiden, die Verwendung von Gold und Silber war verpönt. Die Staatsführung sorgte für stabile Verhältnisse im Kriegerstand; die Anzahl der wehrfähigen Bürger wurde konstant bei etwa zwanzigtausend gehalten. Auch sonst war die herrschende Einstellung konservativ; die bereits optimierten Verhältnisse sollten bewahrt werden, auch in der Architektur verzichtete man auf Neuerungen.
Kritias macht genaue Angaben über die Ausdehnung des urathenischen Staates. Demnach war dieser wesentlich größer als Attika zur Zeit der Dialoghandlung. Das Territorium erstreckte sich bis zum Isthmos von Korinth, es umfasste auch die Landschaft Megaris mit der Hauptstadt Megara. Das ausgeglichene Klima war sehr vorteilhaft, der Boden außerordentlich fruchtbar; der landwirtschaftliche Ertrag übertraf den immer noch beträchtlichen, den Attika zur Zeit der Dialoghandlung hervorbrachte, bei weitem. Daher fiel es den Ur-Athenern nicht schwer, ein großes stehendes Heer zu unterhalten. Neben den landwirtschaftlich nutzbaren Flächen gab es auch ausgedehnte Wälder. Kritias weist darauf hin, dass sogar noch in der Gegenwart Attika keiner anderen Landschaft an Fruchtbarkeit unterlegen ist, obwohl die Qualität der Böden infolge von Erosion im Lauf der letzten neun Jahrtausende stark abgenommen hat. Das fruchtbare Erdreich wurde ins Meer gespült und ging verloren, denn da das Meer schon im Küstenbereich tief ist, bildete sich kein Schwemmland. Übriggeblieben ist vom einstigen fetten Boden nur ein „Rest“, den Kritias mit dem Gerippe eines abgemagerten kranken Körpers vergleicht. Auch die Bewaldung hat abgenommen. Das Regenwasser floss nicht wie zu Platons Zeit direkt ins Meer ab, sondern wurde vom Boden gut gehalten; es gab weit mehr Quellen und Flüsse, wovon die weiterhin bestehenden Quellheiligtümer aus alter Zeit Zeugnis ablegen. Eine der Quellen entsprang an der Akropolis, ihr Wasser hatte zu jeder Jahreszeit eine angenehme Temperatur. Die Hochfläche der Akropolis war riesig, ihre Ausdehnung übertraf die des gesamten Stadtgebiets zu Platons Zeit. Sie wurde von den Kriegern bewohnt; unter ihren Abhängen befanden sich die Siedlungen der Handwerker und der in Stadtnähe lebenden Bauern.
Die Krieger Ur-Athens verwalteten Griechenland gerecht und standen in ganz Europa und Asien in höchstem Ansehen. Zu ihrem Ruhm trug sowohl die Vortrefflichkeit ihrer Seelen als auch die Schönheit ihrer Körper bei.

#### Atlantis
Zu Beginn seiner Beschreibung von Atlantis bemerkt Kritias, man solle nicht an der Gräzisierung nichtgriechischer („barbarischer“) Namen Anstoß nehmen. Schon die ägyptischen Priester hätten die Namen der Atlanter entsprechend deren Bedeutung sinngemäß in ihre Sprache übertragen und Solon habe sie dann – wiederum von der Etymologie ausgehend – aus dem Ägyptischen ins Griechische übersetzt. Er, Kritias, sei nun im Besitz von Solons einschlägigen Aufzeichnungen, die ihm sein Großvater hinterlassen habe.
Schon im Timaios hat Kritias Atlantis als Inselreich beschrieben, dessen Hauptinsel größer als „Libyen“ und „Asien“ zusammen war; diese Angabe hat er am Anfang seines Vortrags im Kritias wiederholt. Mit „Asien“ ist vielleicht nur Kleinasien gemeint, mit „Libyen“ das gesamte damals den Griechen bekannte Nordafrika. Die ersten Vorfahren der dort lebenden Menschen waren, wie Kritias nun erzählt, aus dem Erdboden entstanden. Bei der Aufteilung der Erde unter den Göttern fiel Atlantis an den Meeresgott Poseidon. Dieser zeugte mit der sterblichen Atlanterin Kleito fünf ausschließlich männliche Zwillingspaare und richtete für jeden der zehn Söhne auf der Insel ein Reich ein. Atlantis wurde also in zehn Teile geteilt. Der älteste Sohn hieß Atlas. Ihm übertrug Poseidon das größte und beste Territorium, das im Inneren der Insel lag. Dort hatte der Gott ein Stück Land mit drei konzentrisch angeordneten Ringkanälen umgeben, sodass der vom innersten Kanal umschlossene kreisförmige Bezirk eine Insel mit einem Durchmesser von fünf Stadien (888 m) wurde. Auf ihr wurde der Königspalast des Atlas errichtet. Atlas erhielt zugleich die Oberherrschaft über das gesamte Inselreich. Nach ihm wurde die Insel „Atlantis“ und das sie umgebende Meer „Atlantik“ genannt.
Atlantis war die Hauptinsel eines großen maritimen Reichs, das viele Inseln im Atlantik umfasste. Im Zuge einer nach Osten gerichteten Expansionspolitik unterwarfen die Atlanter auch einen großen Teil des Mittelmeergebiets: die afrikanische Mittelmeerküste bis an die Grenze Ägyptens und die Nordküste bis Etrurien. Bei den Nachkommen des Atlas wurde die mit der Oberherrschaft über das Gesamtreich verbundene Königswürde nach dem Prinzip der Primogenitur jeweils an den ältesten Sohn vererbt.
Atlantis verfügte über größere Reichtümer als je zuvor – und wohl auch später – ein anderer Staat. Dazu trugen neben den Einkünften, welche die Könige aus ihren auswärtigen Besitzungen bezogen, vor allem die reichhaltigen Bodenschätze der Insel bei. Zu diesen gehörte der Oreichalkos („Bergerz“), ein rätselhaftes Metall, das nach dem Gold am meisten geschätzt wurde. Das Klima ermöglichte eine üppige Vegetation, darunter insbesondere wohlriechende Gewächse; eine mannigfaltige Tierwelt – darunter der Elefant, das „größte und gefräßigste“ Tier – gedieh unter den günstigen Bedingungen. Neben Flüssen, Seen und Sümpfen prägten künstliche Wasserwege das Landschaftsbild. Die Atlanter bauten einen Kanal vom Meer zum äußersten der drei konzentrischen Ringkanäle im Inneren ihrer Insel und schufen auch Wasserwege zwischen den drei Kanälen, sodass man die kreisförmige Mittel-Insel, das politische und religiöse Zentrum von Atlantis, vom Meer aus mit dem Schiff erreichen konnte. Die Mittel-Insel war von einer mit Oreichalkos geschmückten Mauer umgeben, sie erhielt den Charakter einer Akropolis.

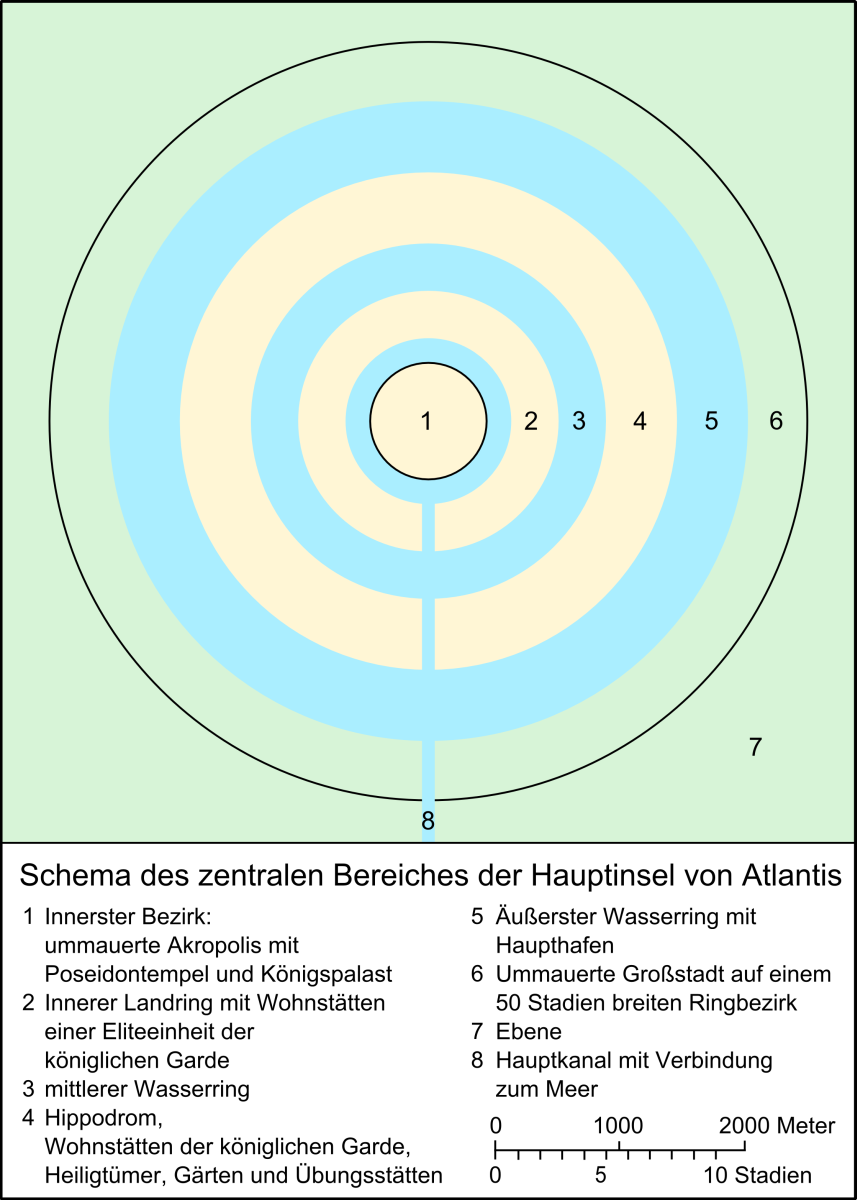

Auf der Mittel-Insel befand sich der Königspalast der Dynastie des Atlas, der mit dem zentralen Poseidontempel verbunden war. Der Tempel war riesig und außen völlig mit Silber und Gold überzogen, innen mit Gold, Silber und Oreichalkos geschmückt, die Decken waren aus Elfenbein. Im Tempel und um ihn herum waren goldene Standbilder aufgestellt, die unter anderem Poseidon sowie die Königinnen und Könige der zehn Reiche – die Frauen werden an erster Stelle genannt – darstellten, sowie bedeutende Weihgeschenke von Herrschern und Privatleuten. Die Ausstattung des Königspalastes wurde fortlaufend ergänzt, wobei jeder König seinen Vorgänger übertreffen wollte. Dadurch erhielt die Anlage ein immer imposanteres Aussehen. Auf dem äußeren der beiden durch die drei Ringkanäle geschaffenen Landringe war das Hippodrom, das mit seiner Länge von etwa 10 km jedes Hippodrom der Antike um ein Vielfaches übertraf.
Der äußerste der drei Ringkanäle, wo sich der größte Binnenhafen von Atlantis befand, war von einer Großstadt umgeben. Die Atlanter trieben einen schwunghaften Außenhandel, ihr Haupthafen war ständig voller Schiffe. Die vielen dort eintreffenden Kaufleute aus aller Welt erzeugten mit ihrem Stimmengewirr bei Tag und Nacht großen Lärm.
Anschließend kommt Kritias auf die Topographie der übrigen Teile von Atlantis zu sprechen. Das Meeresufer wurde von hohen und steilen Felsen gebildet, die Insel war gebirgig. In ihrer Mitte befand sich eine von Bergen umschlossene Ebene in der Form eines länglichen Rechtecks, welche die Hauptstadt umgab. Sie war dreitausend Stadien (532,8 km) lang und zweitausend Stadien breit. Ein Kanalsystem diente dem dortigen Warentransport. Um die Zentralebene, eine Fläche von rund 190 000 Quadratkilometern, hatten die Atlanter einen künstlichen Wassergraben angelegt, der ein Stadion (177,6 m) breit, 29,6 Meter tief und zehntausend Stadien (1776 km) lang war. Kritias drückt seine Verwunderung darüber aus, dass ein solches Werk von Menschenhand geschaffen werden konnte.
Der Größe der Insel entsprach die riesige Menge der kriegstauglichen Männer, die Atlantis aufbieten konnte. Die Bevölkerung der zentralen Ebene stellte sechzigtausend Offiziere, die zehntausend Kriegswagen auszurüsten hatten. Jeder Offizier war außerdem verpflichtet, zwei Kavalleristen und ihre Pferde, einen zweispännigen Wagen mit einem Bewaffneten und einem Wagenlenker, zwei Schwerbewaffnete, zwei Bogenschützen, zwei Schleuderer, drei leichtbewaffnete Stein- und Speerwerfer und vier Seeleute zur Bemannung der Flotte von zwölfhundert Schiffen zu stellen. Zu dieser Streitmacht aus dem eigenen Reich des Oberkönigs kamen die Heere der neun weiteren Reiche, auf die Kritias nicht näher eingeht. Die gesamte Militärstärke belief sich somit offenbar auf mehrere Millionen Mann.
Jeder der zehn Könige herrschte in seinem Teilreich absolut, er war dort Gesetzgeber und konnte seine Untertanen nach seinem Gutdünken bestrafen und töten. Streng geregelt war das Verhältnis der Könige zueinander und die Erfüllung ihrer gemeinsamen Aufgaben. Bei den regelmäßigen Zusammenkünften der Herrscher, die abwechselnd alle vier und alle fünf Jahre stattfanden, wurde ein Opferritual vollzogen, wobei die Könige die Opferstiere eigenhändig einfingen und schlachteten. Im Rahmen des Rituals verpflichteten sich die zehn Könige zur Einhaltung der von Poseidon eingeführten Bestimmungen, die ihre Beziehungen zueinander betrafen. Für den Fall einer Zuwiderhandlung sprachen sie Selbstverfluchungen gegen sich und ihre Nachkommen aus. Für die Ahndung von Übertretungen konstituierten sie sich als Gerichtshof, der durch Mehrheitsbeschluss sogar die Absetzung und Hinrichtung eines Königs anordnen konnte. Ein militärisches Vorgehen eines Königs gegen einen anderen war strikt verboten, und wenn in einem der Reiche die Herrschaft der dortigen Dynastie bedroht war, mussten ihr alle zu Hilfe eilen.

#### Der Weg in den Krieg
Nach der Beschreibung der Verhältnisse in den beiden Staaten geht Kritias zur Schilderung der Vorgeschichte des großen Krieges zwischen Ur-Athen und Atlantis über. Nach seiner Darstellung verhielten sich die atlantischen Herrscher viele Generationen lang gesetzestreu, orientierten sich an der Wahrheit und regelten ihre Angelegenheiten mit Milde und Klugheit. Dabei richteten sie sich nach dem Willen Poseidons, von dem sie abstammten und dessen Natur sie daher in sich trugen. Im Lauf der Zeit schwand jedoch der ursprüngliche göttliche Anteil in den Königsgeschlechtern, da sich die Abkömmlinge des Gottes immer wieder mit Sterblichen vermischten. So gewann die menschliche Natur allmählich die Oberhand. Das führte zum Verfall der Sitten, Habsucht und Ungerechtigkeit breiteten sich aus. Als der Göttervater Zeus dies bemerkte, wollte er die vom rechten Weg Abgekommenen durch eine Strafe zur Besinnung bringen und bessern. Zur Besprechung der anstehenden Maßnahmen berief er eine Götterversammlung ein, auf der er eine Rede hielt. Mit den Worten „und nachdem er sie zusammengerufen hatte, sprach er: …“ bricht der Vortrag des Kritias unvermittelt ab, hier endet Platons Dialog.
Den weiteren Verlauf erfährt der Leser somit nicht; geplant war wohl die Schilderung einer großen Abwehrschlacht nach dem Vorbild von Marathon, in der eine zahlenmäßig weit unterlegene Streitmacht ein vielfach stärkeres Invasionsheer überwindet. Den Ausgang des Krieges, der mit dem Sieg der Ur-Athener endete, hat Kritias bereits im Timaios mitgeteilt.

## Die Frage nach Vorbildern
Siehe auch Atlantis
Für den Atlantis-Stoff hatte Platon nach der heute vorherrschenden Auffassung kein mythisches oder literarisches Vorbild. Er hat ihn wohl frei erdichtet, dabei aber unterschiedlichen Werken Anregungen für Einzelheiten entnommen. Vorbilder in der historischen Realität und insbesondere in der zeitgenössischen Politik sind deutlich erkennbar, doch beschränken sich die Übereinstimmungen mit ihnen jeweils auf einzelne – teils wichtige – Aspekte.

### Mythische und literarische Vorbilder
Ideengebend für das Konzept einer sagenhaften Insel, die paradiesische Lebensverhältnisse bietet, mag der Mythos der Phaiaken in der Odyssee gewesen sein. Auch Hesiods Mythos vom Goldenen Zeitalter, in dem die Menschen von der Natur mit Gütern in Fülle versehen wurden und ein sorgenfreies Leben führten, dürfte das Bild von Atlantis beeinflusst haben.
Das Konzept einer Staatsutopie, die für ihre fiktiven Gegenstände eine reale Existenz beansprucht, ist – soweit bekannt – erstmals in Platons Kritias literarisch dargestellt worden. Eine auf Gütergemeinschaft basierende Gesellschaft hatte schon Aristophanes in seiner Komödie Ekklesiazusen thematisiert.

### Historische Vorbilder
Platons Atlantis hat historische Vorbilder, die traditionelle Feinde der griechischen Staatenwelt waren: Karthago und das Perserreich. Einzelne Elemente der Beschreibung der Zentralebene und der Hauptstadt von Atlantis scheinen von Herodots Geschichtswerk inspiriert zu sein. Insbesondere sind Übereinstimmungen mit Herodots Angaben über die Anlage der Städte Ekbatana und Babylon zu erkennen.
Ein historisches Vorbild für einzelne Aspekte des Militärsystems von Atlantis bot der spartanische Staat. Deutlicher ist der Zusammenhang von Sparta und Ur-Athen. Mit seinem gegenüber Platons Zeit wesentlich größeren Territorium erscheint Ur-Athen als Landmacht wie Sparta; dazu passt das Fehlen maritimer Aktivität. Auch die herrschende konservative Gesinnung, die politische Stabilität und die Verpönung des privaten Luxus und kommerzieller Aktivität in der Oberschicht der Ur-Athener erinnern an Sparta.
Oft ist die Möglichkeit erwogen worden, dass Platon sagenhafte Überlieferungen über ein sehr weit zurückliegendes katastrophales Ereignis gekannt hat und sich davon zu seiner literarischen Fiktion anregen ließ. Manche Hypothesen gehen von einem solchen historischen Kern der Atlantis-Sage aus. Zu Platons Atlantis-Geschichte gehört auch die im Timaios und im Kritias erwähnte Vernichtung der atlantischen Zivilisation durch eine Naturkatastrophe. Diese soll, wie aus den Angaben des Kritias im Timaios hervorgeht, lange nach dem Ende des Kriegs gegen Ur-Athen eingetreten sein. Insbesondere ist auf den Untergang der minoischen Kultur auf Kreta hingewiesen worden, der ebenfalls mit einer Naturkatastrophe in Zusammenhang gebracht wird. Für den Kritias kommt dieser Aspekt jedoch nicht in Betracht, denn sein Thema ist ein anderes: Er handelt von einem Krieg, der zwar von den Atlantern verloren wird, aber nicht das Ende des Staatenbunds auf ihrer Insel oder gar die Zerstörung der Insel zur Folge hat. Auch Parallelen zwischen den archäologisch ermittelten Merkmalen der minoischen Kultur und denen von Platons Atlantis sind als Indizien angeführt worden, wobei vor allem die Rolle des Stiers im Kult auffällt, doch bleibt die Vermutung eines Zusammenhangs spekulativ, denn es fehlen Hinweise auf eine einschlägige Überlieferung, die Platon gekannt haben könnte.
Einer weiteren Hypothese zufolge kannte Platon möglicherweise einen ägyptischen Bericht über den „Seevölkersturm“ im späten 13. und frühen 12. Jahrhundert v. Chr. Dabei handelte es sich um Angriffe mehrerer verbündeter Völker, die von Norden her in Ägypten eindrangen und zurückgeschlagen wurden. Vielleicht hat eine inschriftlich bezeugte Gesandtschaft des Pharaos Tachos, die um 360 v. Chr. in Athen weilte und ein Bündnis anstrebte, im Rahmen ihres Auftrags historische Argumente vorgebracht und dabei auch auf jene Invasion Bezug genommen. Der athenische Feldherr Chabrias, der sich wiederholt in Ägypten aufhielt und anscheinend mit Platon befreundet war, kann einen Kontakt des Philosophen mit den ägyptischen Gesandten hergestellt haben. Falls Platon einen Bericht über den Seevölkersturm verwertete, hat er ihn jedenfalls für seine Zwecke stark umgestaltet.

### Zeitgenössische Vorbilder
Platon verfolgt mit der Atlantis-Geschichte die Absicht, Kernthesen seiner politischen Philosophie anhand eines konstruierten Beispiels zu veranschaulichen. Den Hintergrund bildet die jüngere Vergangenheit und die zeitgenössische Politik und Gesellschaft seiner Heimatstadt, die er sehr kritisch beurteilt. Mit den Mitteln der literarischen Fiktion will Platon dem Leser Gründe für den politischen Niedergang, den seine Generation erleben musste, vor Augen führen. Die Ursachen der Fehlentwicklungen, die er anprangern will, sind aus seiner Sicht moralischer Natur.
Die Schilderung von Atlantis lässt Übereinstimmungen mit dem Athen des späten 5. und des 4. Jahrhunderts v. Chr. erkennen. Diese betreffen teils Einzelheiten wie die dezimale Aufteilung des Landes oder die Ausbeutung der Bodenschätze, vor allem aber den Kern des politischen Konzepts: Wie Athen ist Atlantis eine bedeutende See- und Handelsmacht, deren Expansionsstreben sich als verhängnisvoll erweist. Nach Platons Überzeugung handelt es sich um ein von vornherein prinzipiell verfehltes Staats- und Politikmodell, das letztlich in die Katastrophe führt. Die Niederlage der aggressiven Seemacht Atlantis ist ein literarisches Echo auf den Zusammenbruch der imperialen Seeherrschaft Athens im Peloponnesischen Krieg am Ende des 5. Jahrhunderts v. Chr. Zugleich ist die Erfindung des Atlantis-Mythos als Reaktion auf die Wiederaufnahme der traditionellen Seemachtpolitik Athens im 4. Jahrhundert v. Chr. zu verstehen. Diesem Versuch einer Restauration der alten Größe Athens wollte Platon offenbar eine entschiedene Absage erteilen. Den Anfang des Scheiterns der neuen Seemachtpolitik, deren Instrument der Zweite Attische Seebund war, hat er in seinen letzten Lebensjahren noch miterlebt. Einen Wendepunkt bildete die Niederlage der Athener im Bundesgenossenkrieg (357–355 v. Chr.). Dieser schwere Rückschlag für die imperiale Politik, die Platon verurteilte, konnte ihn in seiner Überzeugung bestätigen. Der Bundesgenossenkrieg dürfte den unmittelbaren Anlass für die literarische Ausformung der Atlantis-Erzählung gebildet haben.

## Philosophischer Hintergrund
Sowohl Ur-Athener als auch Atlanter werden als autochthone Völker beschrieben, die unter göttlicher Obhut auf ihrem Stück Erde entstanden sind. Dabei besteht für Platon ein enger Zusammenhang zwischen den Eigenschaften des Landes und denen seiner Bewohner. Vor diesem Hintergrund sind die ausführlichen Beschreibungen der geographischen Gegebenheiten zu verstehen.
Der ur-athenische Staat zeigt in seinem Aufbau wesentliche Züge des Idealstaats der Politeia. Ebenso wie dieser ist er konservativ und auf Stabilität ausgerichtet. Im Gegensatz zum historischen Athen ist er nach seinem Selbstverständnis, wie Platon es befürwortet, eine reine Landmacht und betreibt keine maritime Expansionspolitik; ein Hafen und eine Kriegsflotte wird nicht erwähnt. Von Seehandel – einem Faktor, der laut Platons Nomoi korrumpierend wirkt – ist in der Beschreibung Ur-Athens ebenfalls nicht die Rede. Die ständische Ordnung mit der Trennung der Bauern und Handwerker von den Kriegern oder Wächtern entspricht den Forderungen der Politeia, ebenso die Gütergemeinschaft der Krieger, die asketische Lebensweise der Führungsschicht und die Heranziehung der Frauen zur Landesverteidigung. Allerdings fehlt in Ur-Athen ein wesentliches Element der Gesellschaftsordnung der Politeia: die „Frauengemeinschaft“ der Krieger – der konsequente Verzicht auf familiäre Strukturen – und das gemeinsame Aufziehen der Kinder. Auf dieses utopische, für Zeitgenossen und Nachwelt besonders anstößige Postulat hat Platon im Kritias stillschweigend verzichtet. Ob Platon sein Ur-Athen als vollendete oder nur teilweise Verwirklichung der idealen Staatsordnung konzipiert hat, ist in der Forschung umstritten.
Ur-Athen und Atlantis weisen einige Gemeinsamkeiten auf, vor allem aber zahlreiche markante Unterschiede. Beide Staaten waren Gründungen von Göttern und daher ursprünglich sinnvoll konzipiert und entsprechend den jeweiligen Gegebenheiten optimal eingerichtet. Ihre Territorien waren von der Natur reich gesegnet, Klima und Bodenbeschaffenheit waren für die Bewohner sehr vorteilhaft. Dank dem göttlichen Einfluss war in beiden Staaten das Leben der Bürger in den ältesten Zeiten von Tugendhaftigkeit geprägt, kluge Mäßigung bestimmte das Verhalten der Menschen. Das konservative Ur-Athen bewahrte die Grundlagen seines anfänglichen Idealzustands auch im späteren Verlauf seiner Geschichte unverfälscht. Auch die Atlanter blieben viele Generationen lang ihren ursprünglichen Grundsätzen treu. Im Gegensatz zu Ur-Athen öffnete sich jedoch Atlantis später Einflüssen, die einen Wandel herbeiführten, und da die ursprünglichen Verhältnisse optimal waren, konnte Wandel nur Verschlechterung bedeuten. Platon deutet an, dass die Keime der verderblichen Entwicklung in Atlantis von Anfang an vorhanden waren; allerdings konnten sie sich erst auswirken, als der göttliche Einfluss schwand.
Als Vorzeichen kann schon der Impuls zur Staatsgründung gelten. Bei Athene und Hephaistos war das bestimmende Motiv ihre Liebe zu Wissen und Weisheit. Poseidon hingegen wurde von seinem Begehren nach einer sterblichen Frau getrieben; er gründete Atlantis, um ihr und seinen Kindern aus dieser Verbindung eine großzügige Versorgung zu verschaffen. Bei der Entstehung von Atlantis spielte somit Leidenschaft eine wesentliche Rolle, während Ur-Athen ein Produkt der autonomen Vernunft war.
Zwar ist Ur-Attika ebenso wie Atlantis ein außergewöhnlich fruchtbares Land, doch symbolisiert die gegensätzliche landschaftliche Beschaffenheit den Gegensatz im Naturell der Bewohner, der sich im Lauf der Zeit herausgebildet hat. Während Ur-Attika als Ganzes und in seinen Einzelheiten von Mäßigung und Ausgewogenheit geprägt ist, lässt die üppige Natur der Insel Atlantis eine Tendenz zum Maßlosen erkennen, die sich schließlich auch in den Neigungen und Taten der Atlanter manifestiert. Die Insel ist auch der Lebensraum von Wildtieren wie dem Elefanten, der mit seiner Größe und Gefräßigkeit auf seine Weise die in der Landesbeschaffenheit angelegte Neigung zum Unmäßigen ausdrückt.
Schon auf der elementaren Ebene tritt der Gegensatz der beiden Länder deutlich hervor. Während bei Ur-Athen Erde das charakteristische Element darstellt, was zur Stabilität dieses Staates passt, ist es bei Atlantis, dem Territorium des Meeresgottes Poseidon, Wasser. Wasser ist für die Bewohner von Atlantis allgegenwärtig. Der Beweglichkeit des Wassers entspricht die von Platon negativ gewertete Bereitschaft der Atlanter, sich vielfältigen äußeren Einflüssen zu öffnen, ihrer herkömmlichen, optimierten Lebensweise untreu zu werden und aus Neuerungssucht verhängnisvolle Neigungen zu entwickeln. Die Gefahr von Bürgerkriegen muss durch die feierlichen Verpflichtungen im Rahmen des Opferrituals gebannt werden. Besonders hervorgehoben werden in Kritias’ Darstellung die aufwändigen Baumaßnahmen. Die luxuriöse Ausstattung des zentralen Tempelbezirks und Königspalastes wird fortlaufend vermehrt, das Kanalsystem wird ausgebaut, der Seehandel führt zu Lärm und Unruhe; schließlich geht die anfängliche Tugendhaftigkeit zurück und Habgier breitet sich aus. Außenpolitisch zeigt sich dieser Zug in einem gewaltsamen Expansionsstreben, das zum Ausgreifen in den Mittelmeerraum und schließlich zum verhängnisvollen Krieg gegen Ur-Athen führt.
In der militärischen Auseinandersetzung ist die zahlenmäßige Überlegenheit der Atlanter erdrückend: Allein die Zentralebene der Insel stellt dreimal so viele Offiziere wie Ur-Athen insgesamt Kämpfer hat. Daher könnte die politisch gewollte Beschränkung der Truppenstärke Attikas als fataler Nachteil erscheinen. Dennoch haben die Ur-Athener schließlich gesiegt. Damit will Platon demonstrieren, dass letztlich qualitative, nicht quantitative Faktoren ausschlaggebend seien. In der Politeia hat er die Ansicht vertreten, in einem gut eingerichteten Staat solle die Zahl der Krieger stabil gehalten werden. Der Sieg der Ur-Athener über die gewaltige Streitmacht der Gegner soll die Überlebensfähigkeit eines solchen Staates demonstrieren.
Hinzu kommt, dass Maßlosigkeit und Übermut (Hybris) eine Störung der natürlichen Ordnung darstellen und den Göttern missfallen. Daher ist die Niederlage der Atlanter, wie groß ihre Macht auch sein mag, von vornherein unvermeidlich, denn sie entspricht dem Ratschluss der Götter.

## Zeit und Umstände der Entstehung

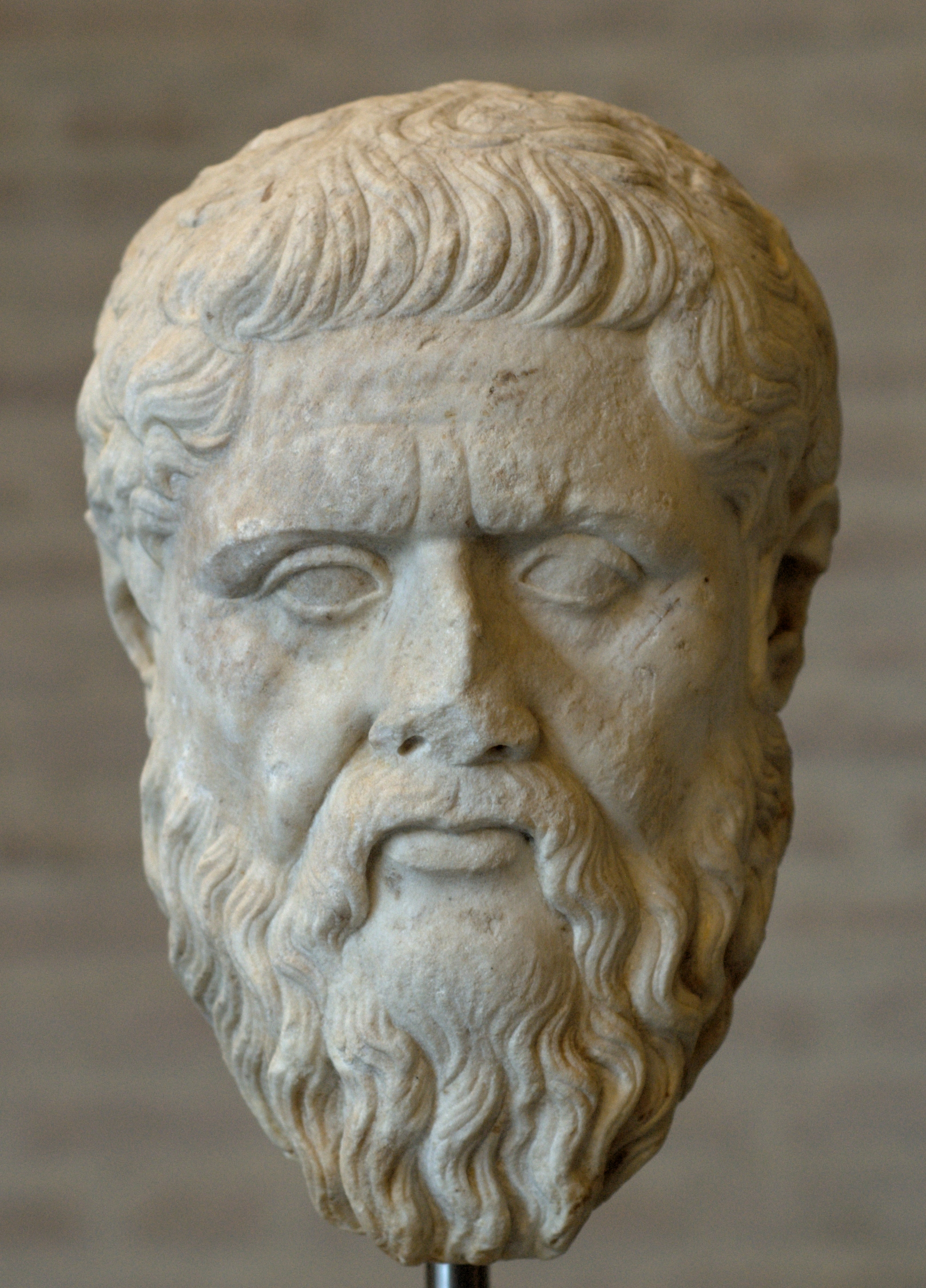
Platon (römische Kopie des griechischen Platonporträts des Silanion, Glyptothek München)

Wenn die Hypothese eines Zusammenhangs mit dem Bundesgenossenkrieg zutrifft, ergibt sich für die Abfassungszeit des Kritias eine klare Eingrenzung: Dann kommen für die Entstehung des Werks nur die Jahre zwischen 357 v. Chr. und Platons Tod 348/347 v. Chr. in Betracht.
Bis zur Mitte des 20. Jahrhunderts wurde an der Einordnung des Kritias unter die Spätwerke kaum gezweifelt. Dieser herkömmlichen Auffassung widersprach 1953 Gwilym E. L. Owen. Seine Hypothese, wonach der Kritias ebenso wie der Timaios zeitlich in die Nähe der Politeia gehört, also vor den Spätwerken verfasst wurde, fand in der Folgezeit viel Beachtung. Diese Frühdatierung hat sich jedoch nicht durchgesetzt; nach dem heutigen Forschungsstand ist der Kritias einer der letzten Dialoge und der zeitliche Abstand zur Politeia, die zur mittleren Schaffensphase gehört, beträchtlich. Gerard R. Ledger nimmt sogar Entstehung nach dem Spätwerk Nomoi an; er meint, der Kritias sei Platons letzter Dialog. Der Philosoph habe erst die Nomoi geschrieben, aber vielleicht die letzte Überarbeitung dieses Dialogs aufgeschoben; jedenfalls habe er sich anschließend dem Timaios-Kritias zugewandt, sei aber vor der Fertigstellung des Kritias gestorben und möglicherweise auch vom Tod daran gehindert worden, die Nomoi in eine definitive Fassung zu bringen. Möglich ist auch, dass er an den beiden Werken nebeneinander arbeitete. Meist wird aber in der neueren Forschung die Reihenfolge Politeia, Timaios-Kritias, Nomoi favorisiert.
Da das Thema des Kritias die Fortsetzung des Gesprächs ist, dessen erster Teil im Timaios geschildert wird, haben sich manche Forscher für die naheliegende Annahme entschieden, dass Platon zunächst den Timaios vollendete und anschließend den Kritias in Angriff nahm, aber nicht mehr zu Ende führte. Dagegen wenden sich die Befürworter der umgekehrten Abfassungsreihenfolge. Diese soll den relativ breiten Raum erklären, den die Ankündigung des Kritias im Timaios erhält. Die Hypothese, wonach Platon die Arbeit am Kritias abbrach, bevor er den Timaios beendete, ist in verschiedenen Varianten vorgetragen worden. Eine davon lautet, Platon habe zunächst den Kritias begonnen und dann, nachdem er das Trilogieprojekt aufgegeben habe, den Timaios geschrieben, den er nun nicht mehr als ersten Teil einer Trilogie, sondern als völlig eigenständiges Werk konzipiert habe. Daher habe er in den Timaios eine Zusammenfassung der ursprünglich für den Kritias vorgesehenen Atlantis-Geschichte, die ihm doch wichtig gewesen sei, aufgenommen. Begründet wird dies damit, dass der naturphilosophische Inhalt des Timaios nicht gut in eine staatsphilosophische Trilogie passe. Erst infolge der Änderung des ursprünglichen Plans sei der Timaios zu einer naturphilosophischen Abhandlung geworden, die in dieser Form den Rahmen der Trilogie gesprengt hätte. Eine andere Variante der Hypothese ist die Vermutung, Platon habe zunächst gleichzeitig an beiden Dialogen gearbeitet und dann, nach dem Verzicht auf den Kritias, das Konzept des Timaios geändert.
Oft erörtert wird seit der Antike die Frage, warum der Kritias unvollendet blieb. Dass der Fragmentcharakter auf den Zustand der handschriftlichen Überlieferung zurückzuführen ist, gilt als nicht plausibel. Schon Plutarch ging von der naheliegenden Annahme aus, der Tod habe Platon beim Schreiben des Kritias ereilt. Diese Ansicht hat auch in der neueren Forschung Befürworter. Eine andere Hypothese lautet, der Grund für den Abbruch sei die Einsicht gewesen, dass das Vorhaben nicht auf die geplante Weise zu verwirklichen sei. So meinte Ulrich von Wilamowitz-Moellendorff, Platon sei nicht imstande gewesen, die Handlung zu erfinden und episch zu erzählen; daher habe er über die Anfänge nicht hinauskommen können. Möglicherweise sah Platon ein Problem darin, dass der Ausgang des Krieges einerseits von den Göttern herbeigeführt werden sollte, also von vornherein feststand, andererseits aber als außerordentliche Leistung Ur-Athens erscheinen und die Überlegenheit der urathenischen Staatsordnung aufzeigen sollte. Nach einer weiteren Deutung hat Platon von Anfang an beabsichtigt, die Schrift unvollendet zu lassen. Ferner ist der Abbruch auch mit dem Tod von Platons Freund Dion von Syrakus († 354 v. Chr.) in Zusammenhang gebracht worden.

## Rezeption

### Antike, Mittelalter und Frühe Neuzeit
Da Platon den Kritias nicht beendete, ist es unwahrscheinlich, dass der Text vor dem Tod des Philosophen außerhalb der Akademie zugänglich war. Die früheste ausdrückliche Nennung des Werks findet sich bei dem Philologen Aristophanes von Byzanz, der um 200 v. Chr. die Bibliothek von Alexandria leitete. Von einer antiken Kommentierung ist nichts bekannt.

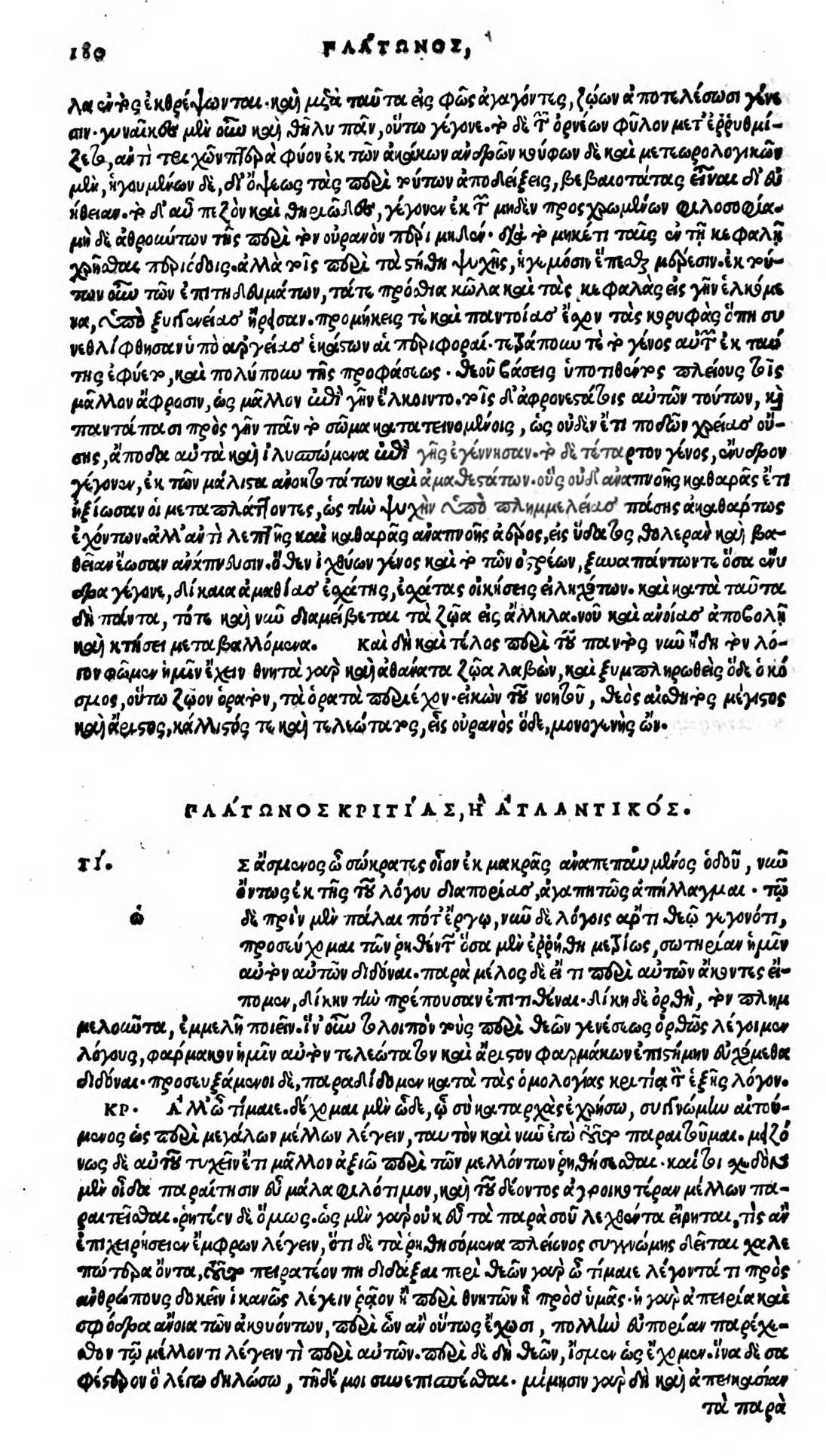
Der Anfang des Kritias in der Erstausgabe, Venedig 1513

In der Tetralogienordnung der Werke Platons, die anscheinend im 1. Jahrhundert v. Chr. eingeführt wurde, gehört der Kritias zur achten Tetralogie. Der Philosophiegeschichtsschreiber Diogenes Laertios zählte ihn zu den „ethischen“ Schriften und gab als Alternativtitel „Über Atlantis“ an. Dabei berief er sich auf eine heute verlorene Schrift des Mittelplatonikers Thrasyllos. An anderer Stelle reihte er den Kritias unter die „politischen“ Dialoge ein.
Plutarch ging in seiner Lebensbeschreibung Solons von der Darstellung Platons aus. Nach seinem Bericht, der dem Kritias folgt, brachte Solon die Geschichte von Atlantis aus Ägypten mit. Er beabsichtigte, sie in Gedichtform bei den Griechen bekanntzumachen, führte dieses  Vorhaben aber nicht zu Ende. Platon übernahm dann die Aufgabe, den Stoff zu gestalten, brachte aber ebenfalls sein Werk nicht zum Abschluss. Dem Kritias spendete Plutarch hohes Lob: Platon habe dem unvollendeten Dialog zur Freude der Nachwelt eine einzigartige Einleitung gegeben, gleichsam einen großen Portalbau, Ringmauern und Höfe für ein geplantes, aber nicht errichtetes gewaltiges Bauwerk.
Der spätantike Neuplatoniker Proklos ging in seinem Timaios-Kommentar auf das abrupte Ende des Kritias ein; er hielt es für beabsichtigt und in dieser Form sinnvoll.
Es ist kein antiker Textzeuge erhalten geblieben. Die älteste erhaltene mittelalterliche Kritias-Handschrift wurde im 9. Jahrhundert im Byzantinischen Reich angefertigt. Den lateinischsprachigen Gelehrten des Westens war der Kritias im Mittelalter unbekannt.
Im Zeitalter des Renaissance-Humanismus wurde der Dialog wiederentdeckt. Die erste lateinische Übersetzung erstellte der Humanist Marsilio Ficino. Er veröffentlichte sie 1484 in Florenz in der Gesamtausgabe seiner Platon-Übersetzungen und verfasste dazu eine Einleitung. Die Erstausgabe des griechischen Textes erschien im September 1513 in Venedig bei Aldo Manuzio im Rahmen der von Markos Musuros herausgegebenen Gesamtausgabe der Werke Platons.
Francis Bacon schrieb den 1627 postum publizierten utopischen Roman Nova Atlantis, in dem er Platons Atlantis-Stoff aufgriff und drastisch umgestaltete. Das abrupte Ende der Nova Atlantis erinnert an den fragmentarischen Charakter des Kritias; ob Bacon dies beabsichtigt hat, ist unklar.

### Moderne

#### Altertumswissenschaft
Aus philosophiegeschichtlicher Perspektive wird der Kritias als der unergiebigste von allen Dialogen Platons eingestuft, da er rein erzählenden Charakter hat und sich auf die Schilderung frei erfundener, angeblich historischer Vorgänge beschränkt. Es wird konstatiert, der philosophische Gehalt – soweit ein solcher überhaupt erkennbar sei – führe in keiner Hinsicht über das hinaus, was anderen, früher verfassten Dialogen Platons entnommen werden könne. Im 19. und 20. Jahrhundert war die Ansicht verbreitet, der Kritias sei für die Kenntnis von Platons Philosophie irrelevant. Alfred Edward Taylor hielt den Dialog daher für keiner besonderen Beachtung würdig. Thomas G. Rosenmeyer glaubte, es handle sich um eine parodistische Spielerei ohne ernsthaften philosophischen Hintergrund. Diese Sichtweise macht sich auch in der neueren Forschung geltend. So bezeichnet Franz von Kutschera die Atlantiserzählung als bloße „Skizze, die einen gewissen Spaß Platons am Ausmalen phantasievoller Details belegt“; es sei darin kein einziger philosophischer Gedanke zu finden. Anders urteilt Hans Herter; für ihn ist der Kritias philosophisch interessant und ein „keinesfalls gleichgültiger Beitrag“ zu Platons Staatstheorie.
Ulrich von Wilamowitz-Moellendorff schrieb in seiner 1919 veröffentlichten Platon-Monographie, Platon habe es im Kritias nicht „in allem zu voller Anschaulichkeit gebracht“, doch sei Einzelnes bemerkenswert. Olof Gigon urteilte 1974, im Kritias entfalte sich Platons Kunst des Erzählens „schön und gelöst“, er gehöre zu den reizvollsten Teilen im Spätwerk.
Manche Forscher sehen im Kritias den ersten historischen Roman der Literaturgeschichte; sie halten Platon für den Erfinder dieser Literaturgattung. Ephraim David meint, Platon habe mit seiner Betonung der angeblichen historischen Faktizität des offensichtlich Mythischen den Mythos entmythologisiert und sei so zum Schöpfer einer neuen Gattung geworden: der utopischen Literatur. Auch Bodo Gatz würdigt den Kritias als den ersten utopischen Staatsroman der Weltliteratur. Als Pionierleistung wird ferner die Behandlung der Geologie hervorgehoben: Der Kritias ist das erste Werk, in dem das Phänomen der Bodenerosion beschrieben und die damit zusammenhängende Problematik angesprochen wird.

#### Belletristik
In der Moderne ist das Thema Atlantis in Romanen, Gedichten, Opern und Filmen aufgegriffen worden. Pierre Benoit veröffentlichte 1919 den Roman L’Atlantide, der ein großer Erfolg wurde und mit dem Grand Prix du Roman der Académie française ausgezeichnet wurde. Benoit verlegte Platons Atlantis ins Gebiet des Ahaggar-Gebirges in der Sahara, im Süden Algeriens. Dort wird im Reich der Königin Antinea, die von den Atlantern abstammt, noch im 19. Jahrhundert der vollständige Text des von Platon vollendeten Kritias, seines „schönsten Dialogs“, aufbewahrt.
Der Atlantis-Stoff wird weiterhin in der Belletristik und Unterhaltungsindustrie verwertet und dabei gewöhnlich gegenüber dem ursprünglichen Konzept stark verfremdet. Oft werden nur der Name Atlantis und einzelne Elemente von Platons Erzählung übernommen.

## Editionen und Übersetzungen
- Otto Apelt (Übersetzer): Platons Dialoge Timaios und Kritias. In: Otto Apelt (Hrsg.): Platon: Sämtliche Dialoge, Bd. 6, Meiner, Hamburg 2004, ISBN 3-7873-1156-4 (Übersetzung mit Erläuterungen; Nachdruck der 2., durchgesehenen Auflage, Leipzig 1922)
- Gunther Eigler (Hrsg.): Platon: Werke in acht Bänden, Band 7, 4. Auflage, Wissenschaftliche Buchgesellschaft, Darmstadt 2005, ISBN 3-534-19095-5, S. 211–253 (Abdruck der kritischen Ausgabe von Albert Rivaud, 4. Auflage, Paris 1963, mit der deutschen Übersetzung von Hieronymus Müller, Leipzig 1857)
- Heinz-Günther Nesselrath (Übersetzer): Platon: Kritias. Übersetzung und Kommentar. Vandenhoeck & Ruprecht, Göttingen 2006, ISBN 3-525-30431-5 (mit Einleitung und ausführlichem Kommentar)
- Rudolf Rufener (Übersetzer): Platon: Spätdialoge II (= Jubiläumsausgabe sämtlicher Werke, Bd. 6). Artemis, Zürich/München 1974, ISBN 3-7608-3640-2, S. 307–330 (mit Einleitung von Olof Gigon S. L–LI)
- Franz Susemihl (Übersetzer): Kritias. In: Erich Loewenthal (Hrsg.): Platon: Sämtliche Werke in drei Bänden, Bd. 3, unveränderter Nachdruck der 8., durchgesehenen Auflage, Wissenschaftliche Buchgesellschaft, Darmstadt 2004, ISBN 3-534-17918-8, S. 193–214

### Übersichtsdarstellungen
- Michael Erler: Platon (Grundriss der Geschichte der Philosophie. Die Philosophie der Antike, hrsg. von Hellmut Flashar, Band 2/2). Schwabe, Basel 2007, ISBN 978-3-7965-2237-6, S. 272–277, 657 f.

### Untersuchungen
- Luc Brisson: De la philosophie politique à l’épopée. Le «Critias» de Platon. In: Revue de Métaphysique et de Morale 75, 1970, S. 402–438
- Hans Herter: Urathen der Idealstaat. In: Hans Herter: Kleine Schriften. Wilhelm Fink, München 1975, S. 279–304
- Heinz-Günther Nesselrath: Platon und die Erfindung von Atlantis. Saur, München/Leipzig 2002, ISBN 3-598-77560-1
- Isabel-Dorothea Otto: Der Kritias vor dem Hintergrund des Menexenos. In: Tomás Calvo, Luc Brisson (Hrsg.): Interpreting the ‚Timaeus-Critias‘. Academia Verlag, Sankt Augustin 1997, ISBN 3-89665-004-1, S. 65–81
- Jean-François Pradeau: Le Monde de la Politique. Sur le récit atlante de Platon, Timée (17–27) et Critias. Academia Verlag, Sankt Augustin 1997, ISBN 3-89665-048-3
- Pierre Vidal-Naquet: Der Schwarze Jäger. Denkformen und Gesellschaftsformen in der griechischen Antike. Campus, Frankfurt 1989, ISBN 3-593-33965-X, S. 216–232